# Cuộc đua xe đạp tranh Cúp truyền hình Thành phố Hồ Chí Minh 2003
Cuộc đua xe đạp toàn quốc tranh Cúp truyền hình Thành phố Hồ Chí Minh 2003 là giải đấu lần thứ 15 của Cuộc đua xe đạp toàn quốc tranh Cúp truyền hình Thành phố Hồ Chí Minh do Ban Thể dục - Thể thao, Đài Truyền hình Thành phố Hồ Chí Minh và Tổng cục Thể dục – Thể thao Việt Nam phối hợp tổ chức, diễn ra từ ngày 12 tháng 4 đến ngày 30 tháng 4 năm 2003. Cuộc đua gồm 18 chặng với tổng lộ trình 1920,5 km, bắt đầu bằng chặng đua vòng quanh hồ Hoàn Kiếm (Hà Nội) và kết thúc tại Hội trường Thống Nhất, Thành phố Hồ Chí Minh. Tổng cộng có 16 đội đua trên cả nước tham gia cuộc đua lần này. Đây là cuộc đua xuyên Việt thứ ba được tổ chức trong lịch sử giải, sau các năm 1993 và 2000.
Lần đầu tiên trong lịch sử, có hai chặng đua được diễn ra trong cùng một ngày: các chặng đua từ Đồng Hới đến Nghĩa trang liệt sĩ Trường Sơn rồi đi Huế trong ngày 16 tháng 4.

## Công bố
| Giải thưởng         | Tiền thưởng     |
| ------------------- | --------------- |
| Áo vàng             | 25.000.000 đồng |
| Áo chấm đỏ          | 15.000.000 đồng |
| Áo xanh             | 10.000.000 đồng |
| Đồng đội chung cuộc | 15.000.000 đồng |
| Đội Phong cách      | 5.000.000 đồng  |
| VĐV trẻ xuất sắc    | 5.000.000 đồng  |

Thông tin về Cuộc đua xe đạp toàn quốc tranh Cúp Truyền hình Thành phố Hồ Chí Minh 2003 được công bố vào ngày 2 tháng 4 năm 2003 trong một cuộc họp báo trước khi khởi tranh giải. Ban tổ chức đã công bố lộ trình cuộc đua với tổng lộ trình dài 1920,5 km.
Đài Truyền hình Thành phố Hồ Chí Minh cho biết việc tổ chức này nhằm kỷ niệm 15 năm cuộc đua ra đời, đồng thời hướng tới kỷ niệm 28 năm ngày Giải phóng miền Nam - Thống nhất đất nước, 117 năm ngày Quốc tế Lao động và hưởng ứng Đại hội Thể thao Đông Nam Á 2003 tổ chức tại Việt Nam.

## Danh sách tham dự
Cuộc đua lần thứ 15 quy tụ các đội đua:
Danh sách này không đầy đủ, bạn cũng có thể giúp mở rộng danh sách.
- Thành phố Hồ Chí Minh (HCM)
- Domesco Đồng Tháp (DDT)
- Khách sạn Thanh Bình (KTB)
- Công an Tiền Giang (CTG)
- Cảng Sài Gòn - Tiến Đạt (CSG)
- Bến Tre (BTR)
- Bảo vệ thực vật An Giang (BAG)
- Trẻ Bảo vệ thực vật An Giang (TBA)
- Trà Trâm Anh (TTA)
- Cần Thơ (CTH)
- Trẻ An Giang (TAG)
- Vĩnh Long (VLG)
- Quân đội (QDO)
- Quân khu 7 (QK7)

## Lộ trình
| Chặng | Ngày       | Đoạn đường                                                | Khoảng cách     | Kết quả từng chặng     | Kết quả từng chặng     | Kết quả từng chặng      |
| Chặng | Ngày       | Đoạn đường                                                | Khoảng cách     | Nhất                   | Nhì                    | Ba                      |
| ----- | ---------- | --------------------------------------------------------- | --------------- | ---------------------- | ---------------------- | ----------------------- |
| 1     | 12 tháng 4 | Vòng đua quanh Hồ Hoàn Kiếm (Hà Nội) (30 vòng x 1,7 km)   | 51 km           | Nguyễn Văn Tài (DDT)   | Trịnh Phát Đạt (DDT)   | Lưu Quốc Quang (KTB)    |
| 2     | 13 tháng 4 | Hà Nội đi Thanh Hóa                                       | 146 km          | Lâm Công Danh (BAG)    | Trần Tử Dương (TBA)    | Hồ Hoàng Quân (VLG)     |
| 3     | 14 tháng 4 | Thanh Hóa đi Vinh (Nghệ An)                               | 139 km          | Trần Minh Đức (BTR)    | Lê Ngọc Thanh (CSG)    | Trần Văn Ngọc Ẩn (CTG)  |
| 4     | 15 tháng 4 | Vinh đi Đồng Hới (Quảng Bình)                             | 201 km          | Trịnh Phát Đạt (DDT)   | Nguyễn Hữu Đức (BAG)   | Nguyễn Văn Tài (DDT)    |
| 5     | 16 tháng 4 | Đồng Hới đi Nghĩa trang liệt sĩ Trường Sơn (Quảng Trị)    | 100 km          | Trịnh Hoài Anh (QDO)   | Lê Ngọc Tuấn (CSG)     | Trần Minh Đức (BTR)     |
| 6     | 16 tháng 4 | Nghĩa trang liệt sĩ Trường Sơn đi Huế                     | 101 km          | Huỳnh Mai Duy (KTB)    | Đỗ Văn Lân (BTR)       | Trần Văn Ngọc Ẩn (CTG)  |
| —     | 17 tháng 4 | Nghỉ tại Huế                                              | Nghỉ tại Huế    | Nghỉ tại Huế           | Nghỉ tại Huế           | Nghỉ tại Huế            |
| 7     | 18 tháng 4 | Vòng đua Trường Tiền - Phú Xuân (Huế) (15 vòng x 2,1 km)  | 31,5 km         | Trần Lê Văn Tính (CTH) | Lê Văn Động (CTH)      | Trịnh Sang Đông (DDT)   |
| 8     | 19 tháng 4 | Huế đi Đà Nẵng                                            | 110 km          | Trịnh Phát Đạt (DDT)   | Mai Công Hiếu (DDT)    | Nguyễn Hữu Đức (BAG)    |
| 9     | 20 tháng 4 | Đà Nẵng đi Quảng Ngãi                                     | 128 km          | Lê Ngọc Tuấn (CSG)     | Châu Trường Sơn (DDT)  | Tô Thanh Lâm (CTH)      |
| 10    | 21 tháng 4 | Quảng Ngãi đi Quy Nhơn (Bình Định)                        | 175 km          | Trịnh Phát Đạt (DDT)   | Châu Trường Sơn (DDT)  |                         |
| 11    | 22 tháng 4 | Quy Nhơn đi Tuy Hòa (Phú Yên)                             | 101 km          | Trịnh Sang Đông (DDT)  | Nguyễn Hữu Hiền (BAG)  | Lưu Quốc Quang (KTB)    |
| 12    | 23 tháng 4 | Tuy Hòa đi Nha Trang (Khánh Hòa)                          | 120 km          | Mai Công Hiếu (DDT)    | Trịnh Hoài Anh (QDO)   | Phạm Minh Hải (BTR)     |
| 13    | 24 tháng 4 | Đua nước rút tại Nha Trang (Khánh Hòa)                    | 800 m           | Lâm Công Danh (BAG)    | Trịnh Phát Đạt (DDT)   | Trịnh Hoài Anh (QDO)    |
| 14    | 25 tháng 4 | Nha Trang đi Phan Rang (Ninh Thuận)                       | 102 km          | Dương Thiện Hùng (BAG) | Nguyễn Nam Cực (CSG)   | Trần Văn Ngọc Ẩn (CTG)  |
| 15    | 26 tháng 4 | Phan Rang đi Đà Lạt (Lâm Đồng) (đèo Ngoạn Mục, đèo Prenn) | 110 km          | Nguyễn Hữu Đức (BAG)   | Trịnh Phát Đạt (DDT)   |                         |
| 16    | 27 tháng 4 | Vòng đua quanh Hồ Xuân Hương (Đà Lạt) (10 vòng x 5,1 km)  | 51 km           | Trịnh Phát Đạt (DDT)   | Huỳnh Bạch Long (BAG)  | Trịnh Hoài Anh (QDO)    |
| —     | 28 tháng 4 | Nghỉ tại Đà Lạt                                           | Nghỉ tại Đà Lạt | Nghỉ tại Đà Lạt        | Nghỉ tại Đà Lạt        | Nghỉ tại Đà Lạt         |
| 17    | 29 tháng 4 | Đà Lạt đi Bảo Lộc (Lâm Đồng)                              | 101 km          | Mai Công Hiếu (DDT)    | Dương Thiện Hùng (BAG) | Nguyễn Quỳnh Hiếu (TTA) |
| 18    | 30 tháng 4 | Bảo Lộc đi Thành phố Hồ Chí Minh                          | 154 km          | Phạm Minh Hải (BTR)    | Đặng Trung Hiếu (CTH)  | Nguyễn Văn Cang (KTB)   |

## Xếp hạng chung cuộc
|                       | Nhất                 | Nhì                      | Ba                      | Tham khảo |
| --------------------- | -------------------- | ------------------------ | ----------------------- | --------- |
| Áo vàng               | Trịnh Phát Đạt (DDT) | Trịnh Sang Đông (DDT)    | Huỳnh Mai Duy (KTB)     | [ 18 ]    |
| Áo chấm đỏ            | Mai Công Hiếu (DDT)  | Mai Công Hiếu (DDT)      | Mai Công Hiếu (DDT)     | [ 18 ]    |
| Áo xanh               | Trịnh Phát Đạt (DDT) | Trịnh Phát Đạt (DDT)     | Trịnh Phát Đạt (DDT)    | [ 18 ]    |
| Giải đồng đội         | Domesco Đồng Tháp    | Bảo vệ thực vật An Giang | Cảng Sài Gòn - Tiến Đạt | [ 18 ]    |
| Giải phong cách       | Domesco Đồng Tháp    | Domesco Đồng Tháp        | Domesco Đồng Tháp       | [ 18 ]    |
| Giải VĐV trẻ xuất sắc | Huỳnh Mai Duy (KTB)  | Huỳnh Mai Duy (KTB)      | Huỳnh Mai Duy (KTB)     | [ 18 ]    |

## Truyền hình
Các chặng đua được truyền hình trực tiếp trên kênh HTV9.

## Nhà tài trợ
- Fujifilm
- Thép Việt Úc
- Tribeco
- Number 1